# Vik Muniz
Pour les articles homonymes, voir Muniz.
Vik Muniz, né Vincent José de Oliveraie Muniz le 20 décembre 1961 à São Paulo au Brésil, est un artiste contemporain brésilien.

## Biographie
Né dans une famille plutôt pauvre de São Paulo, Vik Muniz découvre les œuvres d'art non pas dans les musées mais dans des livres qu'il emprunte en bibliothèque ou dans son lycée.
Vik Muniz vit à Brooklyn dans l'État de New York aux États-Unis. Il commence sa carrière en tant que sculpteur à la fin des années 1980. Il se fait mondialement connaître en 1997 par sa série Pictures of Chocolate et de nouveau en 2006 grâce à sa série Pictures of Junk.
En 2010, le film documentaire Waste Land, réalisé par Lucy Walker, suit pendant trois ans Vik Muniz dans la réalisation d'un projet artistique inédit en plein cœur de la plus vaste décharge du monde, Jardim Gramacho, située dans les faubourgs de Rio de Janeiro. L'artiste s'installe près de la décharge, et monte un projet participatif : les travailleurs de la décharge rapportent les ordures et les mettent en place. Une de ses installations sera présentée au Musée d'art moderne de Rio de Janeiro, en marge du sommet sur le climat Rio+20.
Il est représenté par les galeries Xippas à Paris, Genève, Montevideo, Punta Del Este et Bruxelles.

## Approche artistique
L'un des aspects de l'art de Vik Muniz est de transformer n'importe quel matériau en médium. Il utilise la photographie pour immortaliser les images qu’il crée à partir d'une diversité incalculable de médias : terre, sucre, excrément, ketchup, fil de fer, fil de lin, corde, sang artificiel, jetons de couleurs, pâte à modeler, etc.
Selon le critique d'art Andre Seleanu : « Vik Muniz se sert de la photographie argentique pour représenter des images et des situations qu’il crée dans la lignée de l’art conceptuel brésilien des années 1960. Son originalité s’abreuve à la multiplicité des matériaux qu’il utilise pour exécuter ses représentations visuelles: beurre d’arachides, sauce tomate, crème au chocolat, confiture, pièces de monnaie, confettis, poussière, sable, caviar et diamants. »
L'autre aspect de son art réside dans la reproduction d'œuvres célèbres. Des reproductions qui nous induisent volontairement en erreur puisque entre autres, Vik Muniz se définit lui-même comme un « illusionniste low-tech » et pose la question de l'illusion des images.

## Principales œuvres
Ses œuvres sont présentes dans de nombreuses collections de musées internationaux. Les plus notoires sont :
- Best of Life — série de photographies célèbres parues dans le magazine Life, dessinées de mémoire et réimprimées, 1988-1990
- Equivalents — série de simulations, au moyen de boules de coton, de formations de nuage, inspirées des études de nuages d’Alfred Stieglitz, 1993
- The Museum of Modern Art (MoMA Portfolio) — connexe à la même série intitulé Equivalents, inspirées également des études de nuages d’Alfred Stieglitz 1995
- Pictures of Thread — série de paysages derés d’œuvres célèbres recréés à l’aide de milliers de mètres de fil textile, 1995-1999
- Sugar Children — série portraits, faits en sucre, d’enfants de travailleurs dans les plantations de canne à sucre aux Antilles, 1996
- Pictures of Chocolate — série de photos célèbres peintes en sirop de chocolat, 1997-2001
- Articles personnels — série qui se composait de pages de journaux fantastiques contenant des nouvelles imaginaires accompagnées de photographies manipulées par ordinateur qui sont imprimées sur papier journal et présentées sans intérêt, sans explication.
- Pictures of Color — série d'échantillons de chartes Pantone, donnant l’illusion d’images numériques, 2001[3]
- Monads — série d'images faites à partir de figurines ou de jouets en plastique, 2003
- Earthworks — série d’œuvres à grande échelle dessinées au sol ou répliques sur table, inspirées du Land art, 2002-2005
- Pictures of Magazines  — série d'images d’œuvres d’art célèbres et portraits recréés à partir de milliers de petites rondelles de papier poinçonnées dans des magazines, 2003-2005
- Diamonds Diva ou Pictures of Diamonds — série portraits de célébrités d'Hollywood, comme Elizabeth Taylor, élaborés à l’aide de diamants, 2004
- Monsters Caviar — série artistique
- Pictures of Junk — série de reconstitutions de tableaux célèbres avec des pigments colorés, 2008
- Pictures of Pigment — série de chefs-d’œuvre de Claude Monet et de Paul Gauguin élaborés avec des pigments colorés et agrandis à une échelle monumentale, 2005
- Médusa Marina- fait avec de la sauce tomate et des spagheti

## Principales expositions individuelles
- After Warhol, Galerie Xippas[4], Paris, 1999
- Centre national de la photographie[4], Paris, 1999
- Réflexe, Musée d'art contemporain de Montréal, 2007
- Vik Muniz Reflex.  Musée d'Art Contemporain. Montréal, Québec, Canada. Du 4 octobre 2007 - 6 janvier 2008.
- Vik Muniz.  Maison de la photographie de Moscou. Manezh, Russie. Du 1er novembre au 2 décembre 2007.
- Vik Muniz Reflex . Antiguo Colegio de San Ildefonso. Mexico, Mexique. Du 11 mars au 13 juillet 2008.
- Vik Muniz : La Belle Terre . Site merveilleux de Tokyo. Tokyo, Japon. Du 22 novembre au 1er mars 2008.
- Vik Muniz.  Musée d'Art Moderne (MAM). Rio de Janeiro, Brésil. Du 28 janvier au 22 mars 2009.
- Vik Muniz.  Musée d'Art Moderne (MAM). Rio de Janeiro, Brésil. Du 28 janvier au 22 mars 2009.
- Vik.  Musée d'art de São Paulo (MASP). São Paulo, Brésil. Du 25 avril au 19 juillet 2009.
- Vik Muniz.  Musée Inimá de Paula. Minas Gerais, Brésil. Du 21 août au 2 novembre 2009.
- Vik Muniz . Musée de l'Université de Fortaleza / Unifor, Fondation Edson Queiroz, Ceará, Brésil. Du 16 avril au 8 août 2010.
- Relicário.  Casa de Cultura Laura Alvim, Rio de Janeiro, Brésil. Du 13 octobre au 5 décembre 2010.
- Vik Muniz 3D . Espaço Cultural Contemporâneo - ECCO, Brasília, Brésil. Du 13 juin au 21 août 2011.
- Relicário.  Institut Tomie Ohtake, São Paulo, Brésil. Du 1er mars au 24 avril 2011.
- Vik.  Musée Colecção Berardo. Lisbonne, Portugal. Du 21 septembre - 31 décembre 2011.
- Le Musée imaginaire, Collection Lambert[5], Avignon, 2011-2012
- Vik Muniz : Personal Articles | Fondation D.O.P. (DOP Foundation), Caracas, Venezuela. Du 30 juin au 1er septembre 2013.
- Vik Muniz. Museo Banco de la República. Bogota, Colombie. Du 31 juillet au 28 octobre 2013.
- Vik Muniz. Journées de Clayton | Revisited: Un projet de Vik Muniz.  Le Frick Art & Historical Centre, Pittsburgh, Pennsylvanie. Du 13 juillet au 27 octobre 2013.
- Vik Muniz : Photos de Pièces de voitures (après Ed Ruscha)  Forre Fine Art, Aspen, Colorado. Du 15 septembre 2013 au 15 juillet 2014.
- Vik Muniz et Ed Ruscha : Photos des pièces d'automobiles  Galeries Imago, Palm Desert, Californie. Du 5 janvier 2014 au 15 avril 2014.
- Vik Muniz : La taille du monde. Santander Cultura Brasil. Du 21 mai au 10 août 2014
- Vik Muniz : Des images de n'importe quoi . Long Museum, Shanghai, Chine. Du 21 septembre au 1er novembre 2014
- Vik Muniz - Equivalents MOMA - Fondation D.O.P. (DOP Foundation), Caracas, Venezuela. Du 25 janvier au 22 mars 2015.
- Vik Muniz : Poétique des perceptions". Musée d'art de Taubman, VA. Du 13 juin au 12 septembre 2015.
- Vik Muniz : Mas Aca de la Imagen . Museo de la Universidad Tres de Febrero - Buenos Aires, Argentine. Du 21 mai 2015 au 13 septembre 2015.
- Vik Muniz . High Museum of Art, Atlanta, Géorgie. 28 février 2015 au 29 mai 2016.
- Vik Muniz : Verso . Mauritshuis, La Haye, Pays-Bas. Du 9 juin au 4 septembre 2016.
- Vik Muniz . Musée d'Art d'Eskenzai, Indiana. Du 1er octobre au 5 février 2017.
- Vik Muniz : Métal précieux : Photos de pièces d'automobiles (d'après Ed Ruscha) Musée Petersen, Los Angeles 22 décembre 2016 au 15 avril 2017